# Сосновец (Ивановская область)
Сосно́вец — село в Родниковском районе Ивановской области России. Входит в состав Парского сельского поселения.

## География
Село расположено на старинном тракте Шуя — Лух. Расстояние до районного центра, города Родники, составляет 15,8 км по прямой и 17,7 км по автомобильным дорогам.

## Топонимика
Основная версия связывает название села с сосновыми лесами, которые в прошлом произрастали в этой местности. Согласно местным преданиям, здесь находился густой сосновый бор с многовековыми деревьями такой толщины, что на спиле одного пня могли разместиться до четырёх человек.
Существует и другая легенда, по которой название произошло от прозвища могучего и сильного человека, основателя поселения, которого сравнивали с сосной. В его честь потомки и назвали это место Сосновцем.

## История

### Ранняя история и археология
Археологические находки, в частности керамика XV—XVI веков, обнаруженные в ходе разведок в 1988 и 1996 годах, свидетельствуют о присутствии человека на этой территории в указанный период.

### XVII—XIX века
Первое достоверное письменное упоминание деревни Сосновец датируется 1634 годом в «Реестрах Поместного приказа», где она числится в составе вотчины боярина Ивана Ивановича Шуйского.
В конце XVII века вотчина перешла к князьям Хованским, затем к Голицыным и, наконец, к роду Долгоруковых. В XIX веке Сосновец принадлежал княгине Екатерине Дмитриевне Долгоруковой.
Статус села поселение получило в 1858 году после постройки каменной Христорождественской церкви. После реформы 1861 года была создана Сосновская волость в составе Юрьевецкого уезда Костромской губернии. В дореволюционные годы Сосновец был процветающим промысловым селом. Здесь были развиты ткачество, овчинный, экипажный и сапоговаляльный промыслы, работали белошвейки. Функционировали три завода: кирпичный, крахмальный и бумагоклейный.

### Советский период и современность
В советское время село стало центром колхоза «Искра», который более 30 лет возглавлял Герой Социалистического Труда М. Я. Бредов. В 1930-е годы храм был закрыт, но его убранство удалось сохранить благодаря организации в нём краеведческого музея по инициативе М. Я. Бредова. В 1988 году храм был возвращён верующим.

## Население
| 1872 | 1897 | 1907 | 2002 | 2010 |
| ---- | ---- | ---- | ---- | ---- |
| 380  | ↗385 | ↗451 | ↘438 | ↗442 |

## Достопримечательности

### Храм Рождества Христова
Каменный храм построен в 1858 году на средства княгини Е. Д. Долгоруковой. В 1987 году внесён в «Свод памятников архитектуры и монументального искусства России». Согласно преданию, место для строительства на заливном лугу указал брат княгини, Николай Долгоруков. Зимний придел храма освящён в честь небесной покровительницы княгини — великомученицы Екатерины.
- Архитектура: Сочетает формы древнерусского зодчества с элементами нарышкинского барокко и классицизма.
- Интерьер: Сохранились иконостас с позолоченной резьбой и фрагменты настенных росписей конца XIX века в стиле академизма[5].

### Кладбищенская часовня
Построена в 1903 году на средства местного крестьянина Ананьина. Выполнена в русском стиле. Освящена 28 июля 1906 года в память о рождении цесаревича Алексея.

## Народные предания
Существует легенда о «сосновской Атлантиде». Согласно ей, в XVII веке на берегу водоёма Озерина стояла деревянная старообрядческая церковь. Во время церковного раскола, когда в село прибыли сторонники патриарха Никона и запретили службы в этой церкви, она вместе с озером якобы ушла под землю. Данное предание не имеет документальных подтверждений.

## Известные жители
- Бредов, Михаил Яковлевич (1916—1976) — председатель колхоза «Искра», Герой Социалистического Труда. Его имя носит местная школа.

## Инфраструктура
В селе функционируют:
- Сосновская средняя общеобразовательная школа имени М. Я. Бредова[10].
- Офис врача общей практики.
- Отделение Почты России.